# Xylophanes ceratomioides
Xylophanes ceratomioides är en fjärilsart som beskrevs av Augustus Radcliffe Grote och Robinson 1867. Xylophanes ceratomioides ingår i släktet Xylophanes och familjen svärmare. Inga underarter finns listade i Catalogue of Life.

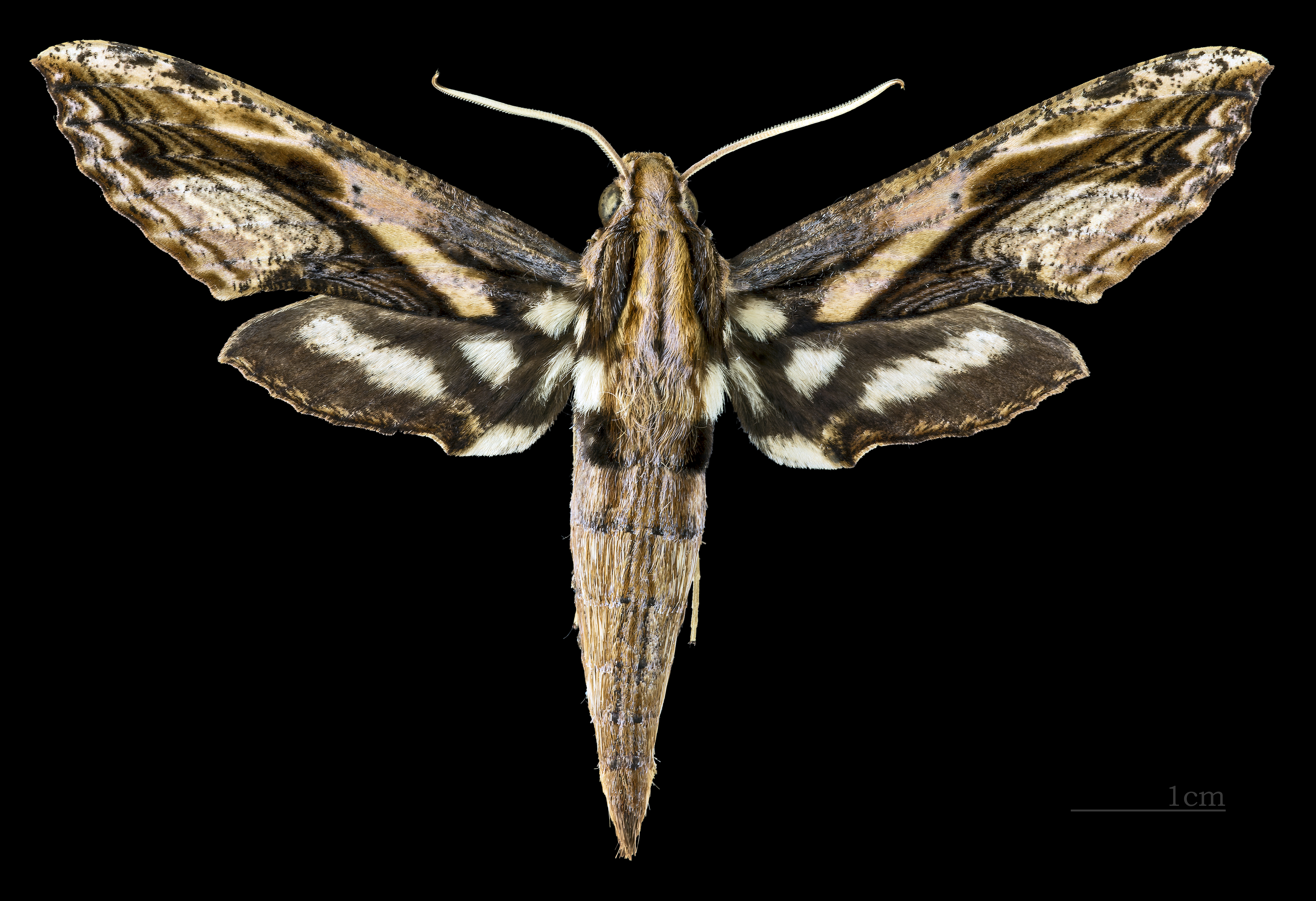
Xylophanes ceratomioides ♂
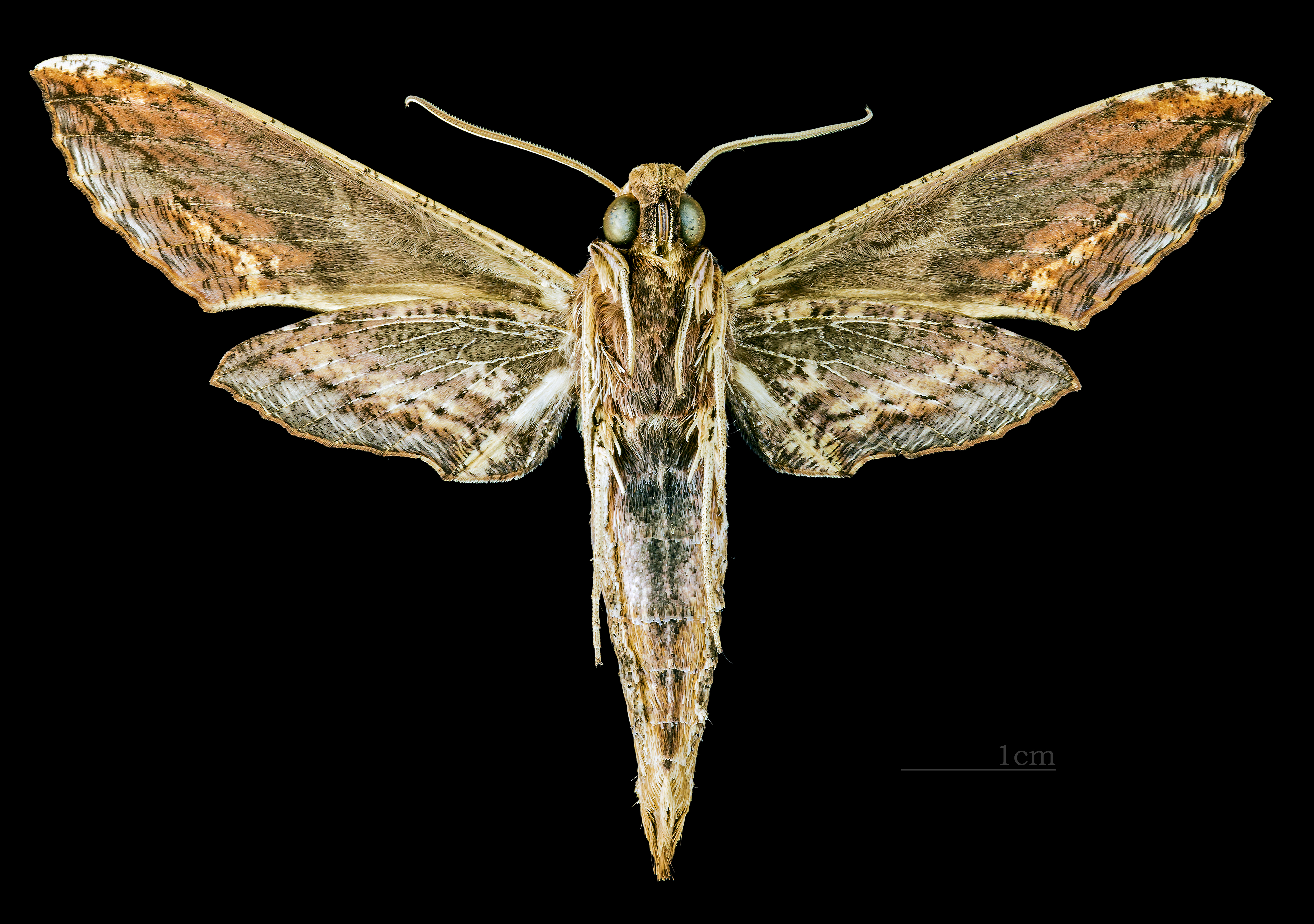
Xylophanes ceratomioides ♂  △
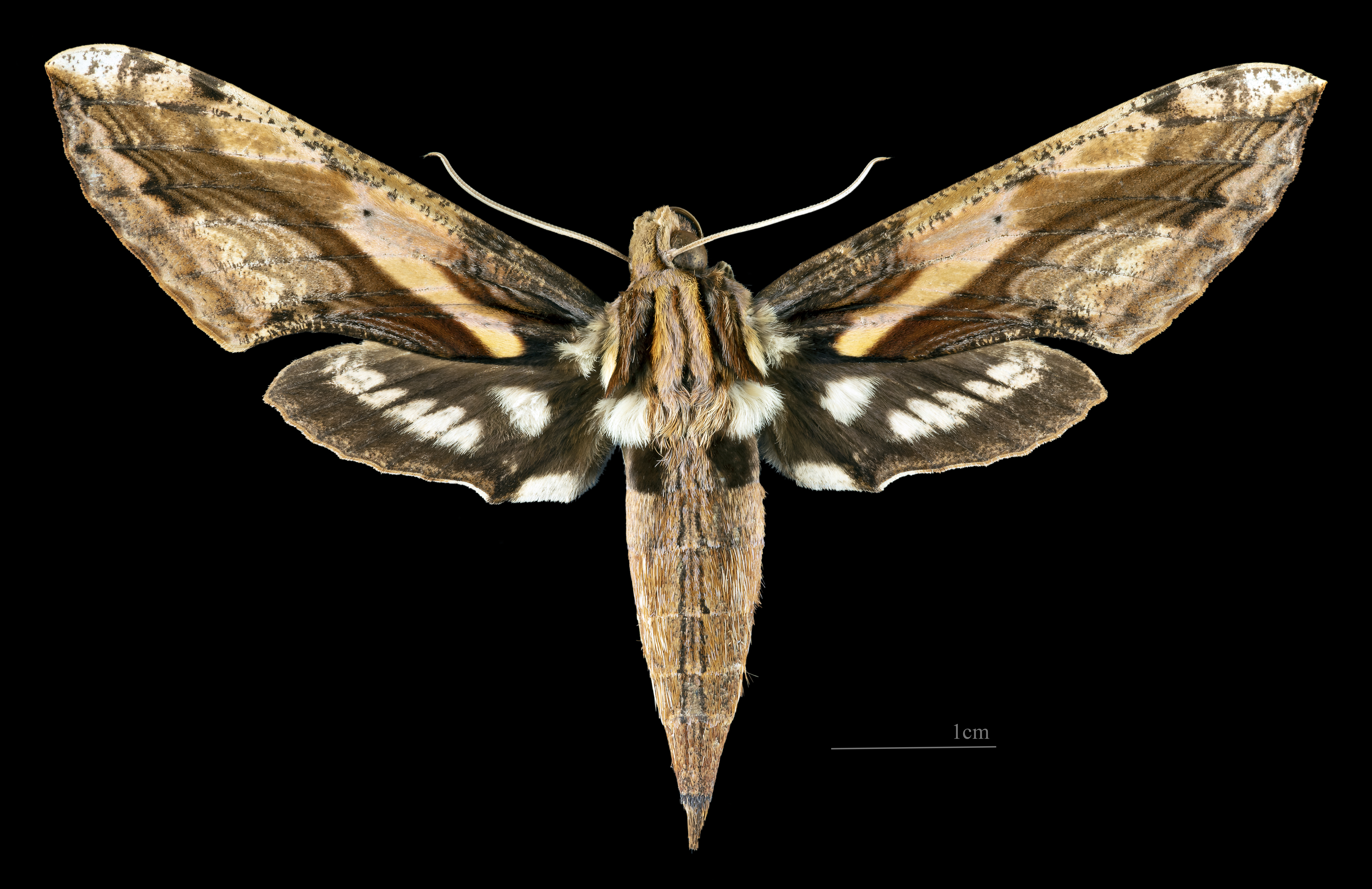
Xylophanes ceratomioides   ♀
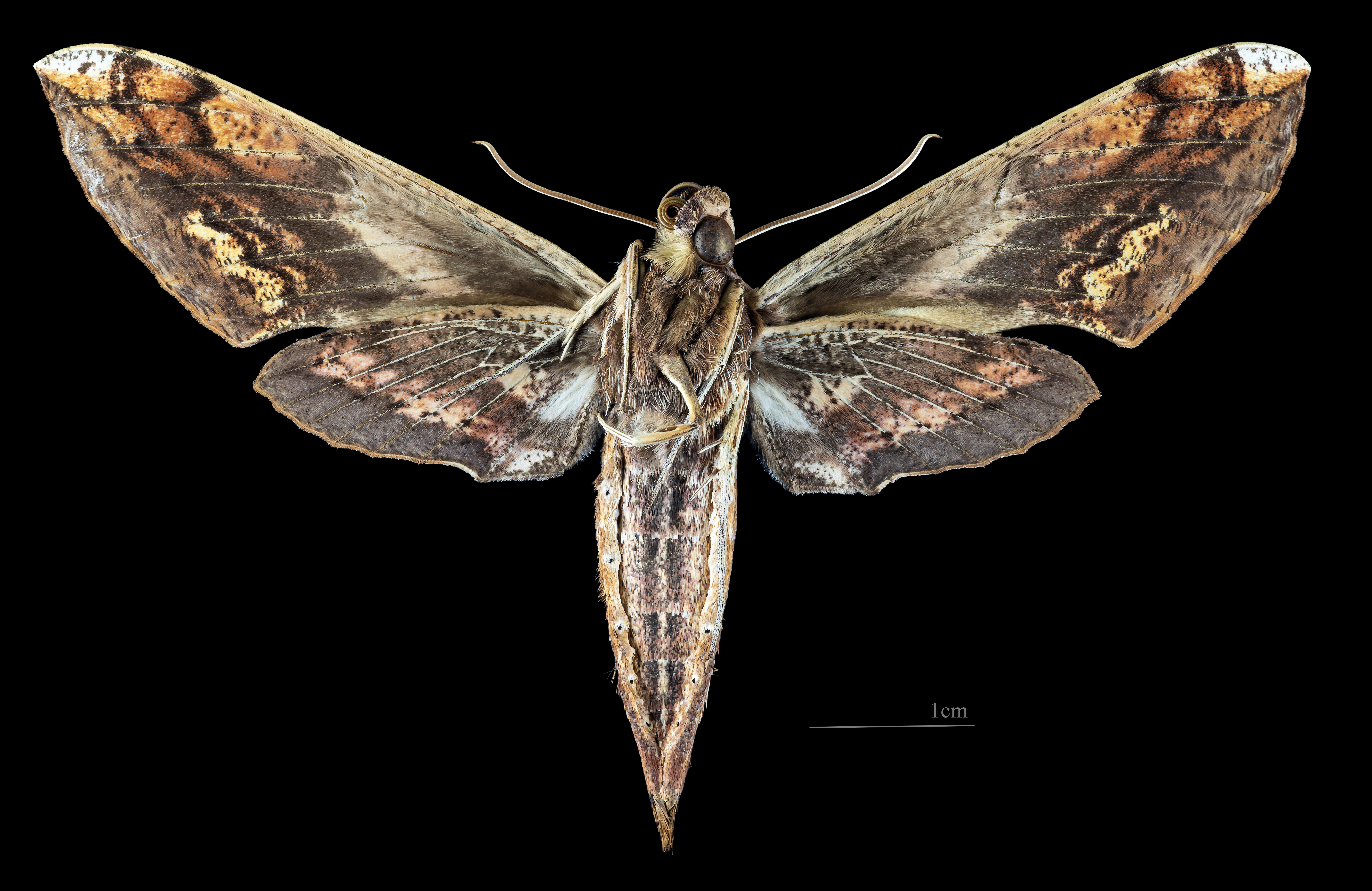
Xylophanes ceratomioides   ♀ △